# Syndicate (gra komputerowa 1993)
Syndicate – strategiczno-taktyczna gra komputerowa stworzona przez firmę Bullfrog Productions na platformy PC, Amiga, Atari Jaguar oraz Mac OS. Została wydana przez Electronic Arts w 1993 roku. Polskim dystrybutorem gry była firma IPS Computer Group, która przetłumaczyła też grę jako pierwszą pozycję wydawaną w Polsce na rodzimy język.
Gra została ponownie wydana w 2006 roku na konsolę PlayStation Portable w ramach pakietu EA Replay.
Akcja gry osadzona jest w niedalekiej przyszłości. Gracz wciela się w rolę szefa zbrodniczej organizacji EuroCorp (tytułowego syndykatu), którego zadaniem jest rozszerzenie wpływów swojej organizacji na cały świat za pomocą specjalnie wyposażanych, cybernetycznie usprawnianych tajnych agentów.
Przed każdą misją gracz otrzymuje określone fundusze, które może wykorzystać na ulepszanie części ciała – mechaniczne nogi, a także na sprzęt, w tym persuadertron – przyrząd, stosowany do przejmowania kontroli nad innymi ludźmi. W 2010 roku strona UGO.com umieściła Syndicate na liście 42 najlepszych gier wszech czasów.